# Gårdeby socken
Gårdeby socken i Östergötland ingick i Skärkinds härad, ingår sedan 1971 i Söderköpings kommun och motsvarar från 2016 Gårdeby distrikt.
Socknens areal är 29,29 kvadratkilometer, varav 28,12 land. År 2000 fanns här 332 invånare. Sockenkyrkan Gårdeby kyrka ligger i socknen.Här finns även rester av en vulkan.

## Administrativ historik
Gårdeby socken har medeltida ursprung.
Vid kommunreformen 1862 övergick socknens ansvar för de kyrkliga frågorna till Gårdeby församling och för de borgerliga frågorna till Gårdeby landskommun. Landskommunen inkorporerades 1952 i Aspvedens landskommun och ingår sedan 1971 i Söderköpings kommun.  Församlingen ingår sedan 2011 i Östra Ryds församling.
1 januari 2016 inrättades distriktet Gårdeby, med samma omfattning som församlingen hade 1999/2000. 
Socknen har tillhört samma fögderier och domsagor som socknens härader.  De indelta soldaterna tillhörde  Första livgrenadjärregementet, Livkompanit och Andra livgrenadjärregementet, Linköpings kompani

## Geografi
Gårdeby socken ligger väster om Söderköping och söder om Norrköping. Socknen är en småkuperad slättbygd med odlingsbygd i norr och skogstrakter däromkring. 

## Fornlämningar

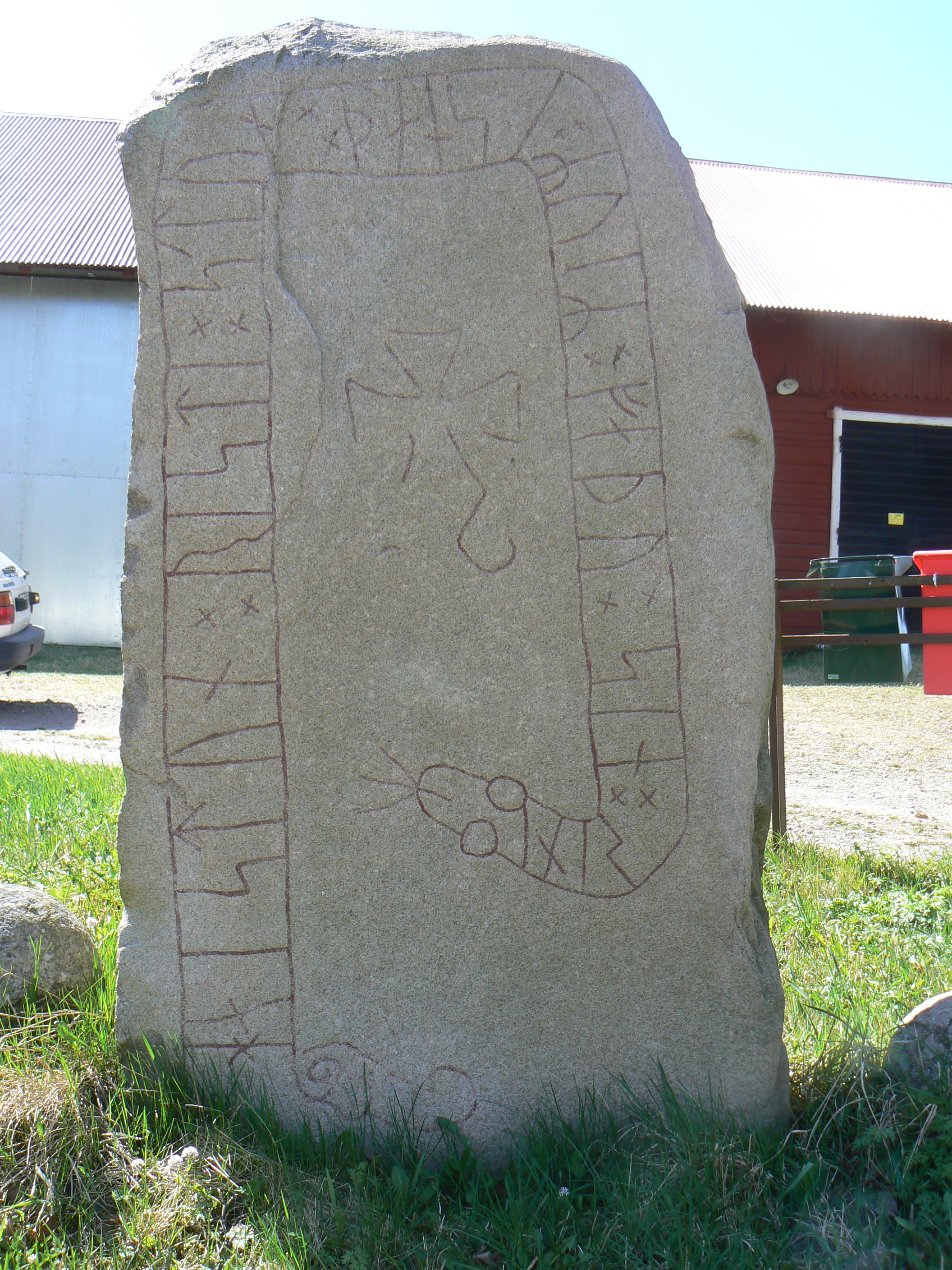
Östergötlands runinskrifter 170

Kända från socknen är gravfält och stensträngar samt tre fornborgar från järnåldern. En runristning är känd från Ösby, flyttad till Åkerby.

## Namnet
Namnet (1377 Gardby) kommer från en gård vid kyrkan. Förleden innehåller gardher, 'stängsel, inhägnad plats'. Efterleden är by, 'gård, by'.

### Fotnoter
1. 1 2  Svensk Uppslagsbok andra upplagan 1947–1955: Gårdeby socken
2. 1 2  Harlén, Hans; Harlén Eivy (2003). Sverige från A till Ö: geografisk-historisk uppslagsbok. Stockholm: Kommentus. Libris 9337075. ISBN 91-7345-139-8
3. ↑  http://www.nt.se/sommar/Default.aspx?articleid=5331275
4. ↑  ”Församlingar”. Statistiska centralbyrån. https://www.scb.se/hitta-statistik/regional-statistik-och-kartor/regionala-indelningar/forsamlingar/. Läst 30 december 2022.
5. ↑  Administrativ historik för Gårdeby socken (Klicka på församlingsposten). Källa: Nationella arkivdatabasen, Riksarkivet.
6. 1 2  Sjögren, Otto (1931). Sverige geografisk beskrivning del 2 Östergötlands, Jönköpings, Kronobergs, Kalmar och Gotlands län. Stockholm: Wahlström & Widstrand. Libris 9939
7. 1 2  Nationalencyklopedin
8. ↑  Fornlämningar, Statens historiska museum: Gårdeby socken
9. ↑  Fornminnesregistret, Riksantikvarieämbetet: Gårdeby socken Fornminnen i socknen erhålls på kartan genom att skriva in sockennamn (utan "socken") i "Ange geografiskt område"
10. ↑  Mats Wahlberg, red (2003). Svenskt ortnamnslexikon. Uppsala: Institutet för språk och folkminnen. Libris 8998039. ISBN 91-7229-020-X. https://isof.diva-portal.org/smash/get/diva2:1175717/FULLTEXT02.pdf